# Óscar Adrián Rojas
Óscar Adrián Rojas (* 2. August 1981 in Mexiko-Stadt), auch bekannt unter dem Spitznamen Kevin, ist ein mexikanischer Fußballspieler auf der Position des Verteidigers. 

## Leben

### Verein
Rojas begann seine Profikarriere in der Saison 2000/01 bei den Gallos Blancos de Querétaro in der zweiten mexikanischen Liga, wo er es auf 29 Einsätze und zwei Tore brachte. Für die Saison 2001/02 wechselte Rojas zum Club América, wo er sein Debüt in der mexikanischen Primera División am 31. Oktober 2001 in einem Heimspiel gegen Atlético Celaya feierte, das 1:2 verloren wurde. 
Weil er bei América jedoch kaum eingesetzt wurde – immerhin aber zum Kader der Meistermannschaft gehörte, die das Torneo Verano 2002 gewann –, wechselte er zum Aufsteiger San Luis FC, für den er in den Spielzeiten 2002/03 und Saison 2003/04 insgesamt 68 Punktspieleinsätze absolvierte und somit den Durchbruch schaffte. Bereits am ersten Spieltag der Saison 2002/03 gelang ihm am 4. August 2002 sein erster Treffer in der mexikanischen Primera División, als ihm – ausgerechnet bei seinem Exverein Gallos Blancos – in der 85. Minute die 1:0-Führung gelang, die jedoch nur bis kurz vor Spielende Bestand hatte, als Armando González noch zum 1:1 ausgleichen konnte. 
Nachdem San Luis am Saisonende 2003/04 wieder in die zweite Liga zurückkehren musste, kehrte Rojas zum Club América zurück, wo er seine Position als Stammspieler halten konnte und sogar den Sprung in die Nationalmannschaft schaffte. 
Seine erfolgreichste Zeit mit den Águilas waren die Jahre 2005 bis 2007, in denen er einen weiteren Meistertitel (Clausura 2005), einen Supercup (2005) und einen CONCACAF Champions’ Cup (2006) gewann sowie das Finale um die Copa Sudamericana (2007) erreichte. 

### Nationalmannschaft
Sein Debüt im Dress der Nationalmannschaft feierte Rojas am 7. September 2005 mit einem 90-minütigen Einsatz, als Panama in einem WM-Qualifikationsspiel mit 5:0 bezwungen wurde. Beim Sieg gegen Trinidad und Tobago am 10. Juni 2009, ebenfalls im Rahmen eines WM-Qualifikationsspiels, erzielte er sein (bisher) einziges Länderspieltor zum 2:1-Endstand. Es war ein strammer Fernschuss aus rund 30 Metern, der im Torwinkel einschlug. Obwohl er sowohl für die Weltmeisterschaft 2006 als auch für 2010 einige Qualifikationsspiele bestritt, wurde er in beiden Fällen nicht in den Kader der mexikanischen WM-Auswahl berufen.

## Erfolge
- Mexikanischer Meister: Verano 2002, Clausura 2005
- Mexikanischer Supercup: 2005
- CONCACAF Champions’ Cup: 2006
- Copa Sudamericana: Finalist 2007